# 379. Infanterie-Division (Wehrmacht)
La 379. Infanterie-Division fu una divisione dell'esercito tedesco attiva durante la seconda guerra mondiale che venne creata nel marzo 1940 e fu sciolta nell'agosto dello stesso anno.

## Storia
La divisione fu costituita il 15 marzo 1940 a Lublino, fu spostata in Assia, dove il 10 luglio 1940 formò 3 battaglioni di guardia da schierare in Polonia. Dopo la fine della campagna di Francia la divisione fu sciolta il 15 agosto 1940 tra Butzbach e Friedberg.

## Ordine di battaglia
- Infanterie-Regiment 653
- Infanterie-Regiment 654
- Infanterie-Regiment 655
- Artillerie-Batterie 379
- Radfahr-Schwadron 379
- Nachrichten-Kompanie 379
- Divisions-Nachschubführer 379[1]

## Comandanti
- Generalmajor Ludwig Müller (15 marzo 1940 - 28 maggio 1940)
- Generalmajor Wilhelm von Altrock (28 maggio 1940 - 15 agosto 1940)[1]